# Friedrich Borinski
Friedrich „Fritz“ Franz Peter Iwan Borinski (* 17. Juni 1903 in Berlin; † 4. Juli 1988 in Bremen) war ein deutscher Bildungswissenschaftler mit dem Schwerpunkt Erwachsenenbildung.

## Leben und Tätigkeit

### Jugend, Ausbildung und frühe Laufbahn
Borinski war ein Sohn des Rechtsanwaltes Alfred Borinski († 1912) und seiner Frau, geb. Fuchs. Die Eltern stammten aus jüdischen Familien, traten aber vor der Heirat zur evangelischen Kirche über. Im Jahr 1919 zog die Familie nach Wernigerode um. Seit 1920 betätigte er sich bei den Jungdemokraten (bis 1923), in denen er dem freideutschen Flügel angehörte.
Nach dem Besuch eines Gymnasiums in Wernigerode am Harz studierte Borinski in den Jahren 1921 bis 1927 Rechtswissenschaften, Soziologie und Geschichte in Leipzig, Halle und Jena. Im Jahr 1924 bestand er das 1. juristische Staatsexamen. Im selben Jahr beteiligte er sich an der Gründung des Leuchtenburgkreises.
Am 25. November 1927 promovierte Borinski mit einer Arbeit über Joseph Görres – die er dem Leuchtenburgkreis widmete – an der Juristischen Fakultät der Universität Leipzig zum Dr. jur. Am 21. September 1942 wurde ihm der Doktorgrad infolge der systematischen Depromovierung von politischen Emigranten unter dem NS-Regime durch die Leipziger Hochschule aberkannt.
Ab Januar 1928 leitete Borinski, der bereits seit 1923 Mitarbeiter der Leipziger Volkshochschule war, ein Bildungswohnheim für junge Arbeiter in Leipzig. Anschließend arbeitete er ab Herbst 1929 als Lehrer an der Heimvolkshochschule Sachsenburg bei Chemnitz.
Politisch gehörte Borinski seit 1928 der SPD und der Deutschen Freischar an. In diesem Zusammenhang wirkte er von 1930 bis 1933 auch an der Neuen Blättern für den Sozialismus.
Von Herbst 1931 bis zum Jahr 1933 war Borinski als Assistent für Erwachsenenbildung von Theodor Litt am Seminar für freies Volksbildungswesen der Universität Leipzig beschäftigt.

### Emigration und Zweiter Weltkrieg
Aufgrund des nationalsozialistischen Berufsbeamtengesetzes wurde Borinski im Juli 1933 als Sozialist und wegen seiner jüdischen Herkunft aus dem Universitätsdienst entlassen. Im Jahr 1934 konnte er nach Großbritannien emigrieren. Er bestritt dort seinen Lebensunterhalt durch die Erteilung von Deutschunterricht und studierte bis 1939 Soziologie an der London School of Economics.
Während seiner Jahre im Exil arbeitete Borinski mit Otto Strasser und Werner Milch. Außerdem machte er die Bekanntschaft Karl Mannheims. Wohl aufgrund der Zusammenarbeit mit Strasser rechneten die NS-Polizeiorgane ihn der Schwarzen Front zu.
Nach seiner Emigration wurde Borinski von den nationalsozialistischen Überwachungsorganen als Staatsfeind eingestuft: Um 1938 wurde er von den NS-Behörden ausgebürgert und seine Ausbürgerung im Reichsanzeiger öffentlich bekannt gegeben. Im Frühjahr 1940 setzte das Reichssicherheitshauptamt in Berlin ihn dann auf die Sonderfahndungsliste G.B., ein Verzeichnis von Personen, die im Falle einer erfolgreichen deutschen Invasion Großbritanniens durch die Sonderkommandos der SS-Einsatzgruppen mit besonderer Priorität ausfindig gemacht und verhaftet werden sollten.
Im Jahr 1940 wurde Borinski von den britischen Behörden, die ihn noch immer als deutschen Staatsangehörigen ansahen, als Enemy Alien in Gewahrsam genommen. Er wurde zeitweise nach Australien deportiert, wo er den Aufbau und die Leitung einer Lagerschule in einem Interniertenlager bei Sydney übernahm. 1941 durfte er schließlich nach Großbritannien zurückkehren.
Im Jahr 1943 beteiligte Borinski sich – zusammen mit Werner Milch und Minna Specht – an der Gründung des German Educational Reconstruction Committee (G.E.R.) in London, das im Auftrag der britischen Regierung einen Neuaufbau des Bildungs- und Erziehungswesens in Deutschland nach dem Ende der NS-Diktatur in die Wege leiten sollte. Von 1943 bis 1946 fungierte er zudem als Sekretär dieses Gremiums. Einige seiner Thesen wurden nach dem Zweiten Weltkrieg von der britischen Militärregierung umgesetzt. Außerdem arbeitete er in Großbritannien an der politischen Bildung deutscher Kriegsgefangener mit, für die er Kurse organisierte und Vorträge hielt.

### Nachkriegszeit
Von 1946 bis 1947 war Borinski Tutor beim Bildungszentrum für Kriegsgefangene Wilton Park, wo er u. a. mit Waldemar von Knoeringen zusammenarbeitete.
Im April 1947 kehrte Borinski nach Deutschland zurück, wo er sich in der Britischen Besatzungszone niederließ. In den folgenden drei Jahrzehnten erwarb er den Ruf eines der wichtigsten Protagonisten der Professionalisierung und Verwissenschaftlichung der Erwachsenenbildung in Deutschland.
Von 1947 bis 1954 leitete er die Heimvolkshochschule Göhrde bei Lüneburg. Ebenfalls 1947 wurde Borinski Mitglied des Kulturausschusses beim Parteivorstand der SPD, dem er bis 1965 angehörte. 1954 wechselte Borinski von Göhrde nach Bremen, wo er bis 1956 die dortige Bremer Volkshochschule leitete.
In den Jahren 1953 bis 1965 gehörte Borinski dem Deutschen Ausschuss für das Erziehungs- und Bildungswesen an. In dieser Position wirkte er an Empfehlungen und Gutachten mit, die dazu beitrugen, dass die Erwachsenenbildung in Deutschland zu einem anerkannten Teil des gesamten Bildungswesens wurde.
Von 1956 bis zu seiner Emeritierung 1970 war Borinski Ordinarius für Erziehungswissenschaften/Erwachsenenbildung an der Freien Universität Berlin. Seit 1968 übernahm er zudem den Vorsitz des Berliner Komitees für UNESCO-Arbeit. Zuvor hatte er von 1951 bis 1965 dem Kuratorium des UNESCO-Instituts für Pädagogik in Hamburg angehört.
Daneben bekleidete Borinski in den 1950er und 1960er Jahren weitere Posten im Bereich der Erwachsenenbildung und gehörte zahlreichen Gremien in diesem Bereich an: So war er Senatsbeauftragter für Erwachsenenbildung (1954), Vorstand des Gesamteuropäischen Studienwerkes (1954–1960), Senatsbeauftragter für politische Bildungsarbeit (1960–1963), Mitglied des Max-Planck-Instituts für Bildungsforschung (1963–1968), Leiter der Abteilung für Erwachsenenbildung des Erziehungswissenschaftlichen Instituts und Mitglied im Deutschen Bildungsrat (1967–1969).
Seit dem Kriegsende legte Borinski zahlreiche Schriften und Aufsätze zu Themen des Bildungs- und Erziehungswesens vor. Sein bekanntestes Werk, Der Weg zum Mitbürger, erschien 1954. In diesem distanziert er sich von der in der Weimarer Republik dominierenden Staatsbürgerkunde, die er aufgrund ihres statischen Staatsbildes und ihres konservativen und autoritären Erziehungsziels ablehnt. Als Alternative plädiert er in seinem Buch für eine „mitbürgerliche Bildung“, die auf den „ganzen Menschen“ und das „ganze Leben“ zielt und dabei immer auch politische Bildung sein soll.
In den Jahren 1973 bis 1982 war Borinski für die Volkshochschule Baden-Baden tätig.
Borinskis Nachlass, der siebzehn Kartons umfasst, wird heute vom Schulenburg Institut verwahrt.

## Familie
Seit 1945 war Borinski mit Maja Kahn verheiratet.

## Schriften
- Joseph Görres und die deutsche Parteibildung, Leipzig 1927.
- Jugendbewegung. The Story of German Youth 1896–1933, London 1945. (mit W. Milch) (auf Deutsch 1967 und 1982)
- Der Weg zum Mitbürger. Die politische Aufgabe der freien Erwachsenenbildung in Deutschland, Düsseldorf-Köln 1954 (Digitalisat).
- Marxismus-Leninismus. Geschichte und Gestalt,. 1961 (Mitverfasser)
- Die Wissenschaft und die Gesellschaft, 1963. (Mitverfasser)
- Die Bildung aktiver Minderheiten als Ziel demokratischer Erziehung, in: kölner Zeitschrift für Soziologie und Sozialpsychologie, Heft 3 (1965), S. 528ff.
- Gesellschaft, Politik, Erwachsenenbildung – Dokumente aus vier Jahrzehnten, 1969.
- Freie Universität Berlin 1956–1972, in: Josef Gerhard Farkas (Hrsg.): Festschrift für Michael de Ferdinandy zum 60. Geburtstag, Wiesbaden 1972, S. 228–245.
- Arbeiterbildung im Leipzig der zwanziger Jahre, in: Anne-Marie Fabian: Arbeiterbewegung, Erwachsenenbildung, Presse, Köln/Frankfurt 1977, S. 11–24.
- Zur Geschichte des Leuchtenburgkreises, in: Ders. (Hrsg.): Jugend im politischen Protest, Frankfurt a. M. 1977, S. 15–97.
- The German Volkshochschule. An Experiment in Democratic Adult Education under the Weimar Republic, herausgegeben, eingeleitet und mit Annotationen und einem prosopographischen Anhang versehen von Martha Friedenthal-Haase, 2014. (postum)